# Griva de les Petites Antilles
La griva de les Petites Antilles (Turdus lherminieri) és un ocell de la família dels túrdids (Turdidae).

## Hàbitat i distribució
Habita els boscos de les Petites Antilles, a Montserrat, Guadalupe, Dominica i Saint Lucia.